# Конка дељи Уливи (Асколи Пичено)
Конка дељи Уливи (итал. Conca degli Ulivi) насеље је у Италији у округу Асколи Пичено, региону Марке.
Према процени из 2011. у насељу је живело 28 становника. Насеље се налази на надморској висини од 172 м.